# Wrapping Paper
Singles de Cream
I Feel Free
(Décembre 1966)
Wrapping Paper est une chanson de Cream composée par Jack Bruce sur des paroles de Pete Brown, et sortie en tant que single le 7 octobre 1966. 

## Contexte
Prévu pour sortir à la mi-septembre 1966, le single est retardé en raison d'une erreur à l'usine qui presse les disques pour Reaction Records, obligeant le label à jeter 10 000 copies et à repousser la sortie à début octobre. 
D'un style musical très décalé par rapport aux influences rock et blues du groupe, le single déçoit les fans et est assez mal reçu par la critique qui lui préfère la face B Cat's Squirrel,. Baker lui-même n'aime pas la chanson ; dans une interview il dira de la chanson qu'elle est « la plus effroyable merde qu'il ait entendu de sa vie ».
Le titre n'atteint que difficilement la 34e place dans les charts anglais et n'est que rarement joué en concert. 

## Signification des paroles
Le texte de Wrapping Paper parle d'un homme qui a perdu son amour et qui recherche en permanence une image de lui et de cet amour, en espérant revenir à « la maison sur le rivage ». Les paroles partagent quelques similitudes avec celles de Dreaming et de The Coffee Song.

## Musiciens
- Jack Bruce - chant, basse, piano, violoncelle
- Eric Clapton - chœurs et guitare
- Ginger Baker - batterie, percussions

## Charts
| Année        | Single                         | Position  | Position |
| Année        | Single                         | UK Top 40 |          |
| ------------ | ------------------------------ | --------- | -------- |
| octobre 1966 | Wrapping Paper/ Cat's Squirrel | #34       |          |